# Storön-Långholmen-Kalvholmen
Storön-Långholmen-Kalvholmen este o arie protejată (arie specială de conservare — SAC, sit de importanță comunitară — SCI) din Suedia întinsă pe o suprafață de 40 ha, integral pe uscat.

## Localizare
Centrul sitului Storön-Långholmen-Kalvholmen este situat la coordonatele 59°25′58″N 18°24′54″E / 59.4329°N 18.415°E.

## Înființare
Situl Storön-Långholmen-Kalvholmen a fost declarat sit de importanță comunitară în iunie 2001 pentru a proteja un număr necunoscut de specii din flora spontană și fauna sălbatică aflate în arealul zonei. Situl a fost protejat și ca arie specială de conservare în martie 2011.

## Biodiversitate
Situată în ecoregiunile boreală și marină baltică, aria protejată conține 3 habitate naturale: Păduri caducifoliate bătrâne naturale hemiboreale fino-scandinave (Quercus, Tilia, Acer, Fraxinus sau Ulmus) bogate în specii epifite, Păduri pe pante, grohotișuri și ravene de Tilio-Acerion, Taiga vestică.
La baza desemnării sitului se află un număr nedeclarat de specii protejate.